# Сент-Френсісвілл (Луїзіана)
Сент-Френсісвілл (англ. St. Francisville) — місто (англ. town) в США, в окрузі Вест-Фелісіана штату Луїзіана. Населення — 1557 осіб (2020).

## Географія
Сент-Френсісвілл розташований за координатами 30°47′3″ пн. ш. 91°22′35″ зх. д. / 30.78417° пн. ш. 91.37639° зх. д. (30.784234, -91.376417).  За даними Бюро перепису населення США в 2010 році місто мало площу 4,76 км², з яких 4,70 км² — суходіл та 0,06 км² — водойми.

## Демографія
Згідно з переписом 2010 року, у місті мешкало 1765 осіб у 720 домогосподарствах у складі 452 родин. Густота населення становила 371 особа/км².  Було 834 помешкання (175/км²).
Расовий склад населення:
| - 70,4 % — білих - 23,9 % — чорних або афроамериканців - 0,6 % — азіатів - 0,1 % — корінних американців - 3,7 % — осіб інших рас |

До двох чи більше рас належало 1,4 %. Частка іспаномовних становила 8,1 % від усіх жителів.
За віковим діапазоном населення розподілялося таким чином: 25,9 % — особи молодші 18 років, 60,6 % — особи у віці 18—64 років, 13,5 % — особи у віці 65 років та старші. Медіана віку мешканця становила 36,8 року. На 100 осіб жіночої статі у місті припадало 92,5 чоловіків;  на 100 жінок у віці від 18 років та старших — 88,6 чоловіків також старших 18 років.
Середній дохід на одне домашнє господарство  становив 66 312 долари США (медіана — 55 326), а середній дохід на одну сім'ю — 81 436 доларів (медіана — 75 000). За межею бідності перебувало 24,6 % осіб, у тому числі 35,2 % дітей у віці до 18 років та 14,5 % осіб у віці 65 років та старших.
Цивільне працевлаштоване населення становило 857 осіб. Основні галузі зайнятості: освіта, охорона здоров'я та соціальна допомога — 20,4 %, публічна адміністрація — 13,0 %, мистецтво, розваги та відпочинок — 10,2 %, науковці, спеціалісти, менеджери — 9,5 %.